# 等待微風
《等待微風》（日语：／ Kaze wo matsu */?）是日本女子偶像團體STU48的第2張單曲，於2019年2月13日由國王唱片發行。標題曲的Center（中心成員）由瀧野由美子擔任。

## 簡介
本作為STU48繼《暗闇》之後時隔一年發行的單曲、以及在2019年發行的首張單曲，分為初回限定盤與通常盤Type-A、Type-B、Type-C、Type-D以及劇場盤，總共9個版本。
2018年6月17日，在名古屋巨蛋舉行的「第10屆AKB48選拔總選舉」賽後感謝握手會上，STU48營運方宣布將發行第2張單曲的消息，同時公布了選拔成員名單，Center（中心成員）則與上張單曲一樣由瀧野由美子擔任。該單曲原計於8月29日發行，但受到7月初發生的西日本豪雨影響，鑒於做為STU48活動根據地的瀨戶內地方受災嚴重，STU48營運方在7月11日宣布該單曲延期發行，STU48團體本身則投入災後重建募款義演活動。10月3日，STU48在東京新宿文化中心舉行的「STU48慈善演唱會巡演」東京公演上，宣布該單曲定於2019年2月13日發行。12月6日，將做為單曲特典影像收錄的「瀨戶內制服圖鑑」公開，同時在STU48官方YouTube頻道上發表了精華版短片。12月22日，STU48於影音串流平台LINE LIVE的直播「STU48 LINE LIVE特別節目 ～出航準備中！～」上，發表了單曲名稱。12月27日，在廣島縣尾道市拍攝的單曲完整MV於STU48官方YouTube頻道上發表。
2019年1月10日，單曲的封面寫真公開，與MV同樣於廣島縣尾道市拍攝。1月22日，單曲各版本的收錄內容（B面曲名稱、DVD影片等）正式公開。為宣傳單曲，STU48於2月12日登上NHK綜合頻道節目《歌曲演唱會》演出，並於2月13日、即單曲發行當天，於神奈川縣川崎市的「Lazona川崎」舉行單曲發行紀念活動。

## 反應
在Oricon公信榜上，該單曲首週銷量為276,316張，位列實體銷售週榜第1位，而在合算銷售週榜亦同樣排第1位。在《告示牌》Top Singles Sales榜上，該單曲首週銷量為302,533張，取得週榜第1位，在日本熱門100金曲榜亦為第1位。

## MV
等待微風
MV在日本廣島縣尾道市以兩天的時間拍攝完成，利用尾道多山的地形，成員們在超過100階的街道石梯上快跑，並表演以現代舞編排的舞蹈，跳出「有尾道風格的舞蹈」。攝影則使用無人機空拍，以一鏡到底的方式呈現，拍攝了10次才成功。唱片公司為此還建置專屬網頁，展示MV的拍攝過程與部分拍攝版本，包括最後採用為正式版本的第9版。
MV導演是三石直和，編舞則由曾為太陽劇團第一位日籍成員的辻本知彥擔綱。
出航
MV由荒船泰廣擔任導演，在STU48劇場所在船隻「STU48號」的改裝工廠現場、以及改裝中的船內多處拍攝，片中同時穿插成員們的自拍影像，以表現出STU48對於未來船上劇場啟用的期待。這也是STU48首次在未來的船上劇場場地表演。

## 封面寫真
| Type-A | 岩田陽菜、瀧野由美子、藪下楓                 |
| Type-B | 石田千穗、磯貝花音、今村美月、岡田奈奈       |
| Type-C | 市岡愛弓、土路生優里、田中皓子、福田朱里     |
| Type-D | 石田南、沖侑果、甲斐心愛、門脇實優菜、中村舞 |
| 劇場盤 | 瀧野由美子                                   |

## 收錄歌曲

### Type-A
| CD   | CD                         | CD     | CD       | CD       |
| 曲序 | 曲目                       |        | 作曲     | 編曲     |
| ---- | -------------------------- | ------ | -------- | -------- |
| 1.   | 等待微風                   | 秋元康 | 大河原昇 | 若田部誠 |
| 2.   | 出航                       | 秋元康 | 小野貴光 | 若田部誠 |
| 3.   | 夢力（CGB41）              | 秋元康 | 鶴崎輝一 | 鶴崎輝一 |
| 4.   | 等待微風（off vocal ver.） |        | 大河原昇 | 若田部誠 |
| 5.   | 出航（off vocal ver.）     |        | 小野貴光 | 若田部誠 |
| 6.   | 夢力（off vocal ver.）     |        | 鶴崎輝一 | 鶴崎輝一 |

| DVD  | DVD                             | DVD      |
| 曲序 | 曲目                            | 導演     |
| ---- | ------------------------------- | -------- |
| 1.   | 等待微風 Music Video （take-9） | 三石直和 |
| 2.   | 出航 Music Video                | 荒船泰廣 |
| 3.   | STU48 瀨戶內 學校制服圖鑑 vol.1 |          |

### Type-B
| CD   | CD                           | CD     | CD       | CD       |
| 曲序 | 曲目                         |        | 作曲     | 編曲     |
| ---- | ---------------------------- | ------ | -------- | -------- |
| 1.   | 等待微風                     | 秋元康 | 大河原昇 | 若田部誠 |
| 2.   | 出航                         | 秋元康 | 小野貴光 | 若田部誠 |
| 3.   | 制服的重量（20世紀誕生團員） | 秋元康 | aokado   | aokado   |
| 4.   | 等待微風（off vocal ver.）   |        | 大河原昇 | 若田部誠 |
| 5.   | 出航（off vocal ver.）       |        | 小野貴光 | 若田部誠 |
| 6.   | 制服的重量（off vocal ver.） |        | aokado   | aokado   |

| DVD  | DVD                             | DVD      |
| 曲序 | 曲目                            | 導演     |
| ---- | ------------------------------- | -------- |
| 1.   | 等待微風 Music Video （take-4） | 三石直和 |
| 2.   | 出航 Music Video                | 荒船泰廣 |
| 3.   | STU48 瀨戶內 學校制服圖鑑 vol.2 |          |

### Type-C
| CD   | CD                         | CD     | CD       | CD       |
| 曲序 | 曲目                       |        | 作曲     | 編曲     |
| ---- | -------------------------- | ------ | -------- | -------- |
| 1.   | 等待微風                   | 秋元康 | 大河原昇 | 若田部誠 |
| 2.   | 出航                       | 秋元康 | 小野貴光 | 若田部誠 |
| 3.   | 原點（21世紀誕生團員）     | 秋元康 | 川浦正大 | 川浦正大 |
| 4.   | 等待微風（off vocal ver.） |        | 大河原昇 | 若田部誠 |
| 5.   | 出航（off vocal ver.）     |        | 小野貴光 | 若田部誠 |
| 6.   | 原點（off vocal ver.）     |        | 川浦正大 | 川浦正大 |

| DVD  | DVD                             | DVD      |
| 曲序 | 曲目                            | 導演     |
| ---- | ------------------------------- | -------- |
| 1.   | 等待微風 Music Video （take-5） | 三石直和 |
| 2.   | 出航 Music Video                | 荒船泰廣 |
| 3.   | STU48 瀨戶內 學校制服圖鑑 vol.3 |          |

### Type-D
| CD   | CD                                        | CD     | CD       | CD       |
| 曲序 | 曲目                                      |        | 作曲     | 編曲     |
| ---- | ----------------------------------------- | ------ | -------- | -------- |
| 1.   | 等待微風                                  | 秋元康 | 大河原昇 | 若田部誠 |
| 2.   | 出航                                      | 秋元康 | 小野貴光 | 若田部誠 |
| 3.   | 終於等到 油菜花綻放之際（選秀研究生）     | 秋元康 | 河村佳希 | 河村佳希 |
| 4.   | 等待微風（off vocal ver.）                |        | 大河原昇 | 若田部誠 |
| 5.   | 出航（off vocal ver.）                    |        | 小野貴光 | 若田部誠 |
| 6.   | 終於等到 油菜花綻放之際（off vocal ver.） |        | 河村佳希 | 河村佳希 |

| DVD  | DVD                             | DVD      |
| 曲序 | 曲目                            | 導演     |
| ---- | ------------------------------- | -------- |
| 1.   | 等待微風 Music Video （take-6） | 三石直和 |
| 2.   | 出航 Music Video                | 荒船泰廣 |
| 3.   | STU48 瀨戶內 學校制服圖鑑 vol.4 |          |

### 劇場盤
| CD   | CD                           | CD     | CD       | CD       |
| 曲序 | 曲目                         |        | 作曲     | 編曲     |
| ---- | ---------------------------- | ------ | -------- | -------- |
| 1.   | 等待微風                     | 秋元康 | 大河原昇 | 若田部誠 |
| 2.   | 出航                         | 秋元康 | 小野貴光 | 若田部誠 |
| 3.   | 想和誰在一起（土路美啾皓子） | 秋元康 | 藤本貴則 | 藤本貴則 |
| 4.   | 等待微風（off vocal ver.）   |        | 大河原昇 | 若田部誠 |
| 5.   | 出航（off vocal ver.）       |        | 小野貴光 | 若田部誠 |
| 6.   | 想和誰在一起                 |        | 藤本貴則 | 藤本貴則 |

## 選拔成員

### 等待微風
（Center：瀧野由美子）
- STU48：石田千穗、石田南、磯貝花音、市岡愛弓、今村美月、岩田陽菜、岡田奈奈（AKB48 Team 4兼任）、甲斐心愛、門脇實優菜、瀧野由美子、田中皓子、土路生優里、福田朱里、藪下楓
- 研究生：沖侑果、中村舞

### 出航
（Center：岡田奈奈 / 全成員参加）
- STU48：石田千穗、石田南、磯貝花音、市岡愛弓、今村美月、岩田陽菜、大谷滿理奈、岡田奈奈（AKB48 Team 4兼任）、甲斐心愛、門田桃奈、門脇實優菜、榊美優、佐野遙、新谷野野花、菅原早記、瀧野由美子、田中皓子、谷口茉妃菜、土路生優里、兵頭葵、福田朱里、藤原梓、三島遙香、峯吉愛梨沙、森香穗、森下舞羽、矢野帆夏、藪下楓
- 研究生：中村舞、沖侑果、由良朱合、溝口亞以子、信濃宙花

### 夢力
「CGB41」名義
（Center：瀧野由美子 / 姓名後的括弧為广告中的「擔當口味」）
- STU48：石田千穗（抹茶布朗尼）、磯貝花音（可可亞）、市岡愛弓（豆漿阿薩伊果）、今村美月（楓樹堅果與燕麥）、岩田陽菜（草莓布朗尼）、門脇實優菜（豆漿奶黃）、瀧野由美子（藍莓）、土路生優里（燕麥與漿果）、藪下楓（奶油起司）

### 制服的重量
「20世紀誕生團員」（20世紀生誕メンバー）名義
（Center：藪下楓）
- STU48：石田南、磯貝花音、今村美月、岡田奈奈（AKB48 Team 4兼任）、門田桃奈、佐野遙、瀧野由美子、田中皓子、谷口茉妃菜、土路生優里、藤原梓、三島遙香、森香穗、矢野帆夏、藪下楓

### 原點
「21世紀誕生團員」（21世紀生誕メンバー）名義
（Center：大谷滿理奈）
- STU48：石田千穗、市岡愛弓、岩田陽菜、大谷滿理奈、甲斐心愛、門脇實優菜、榊美優、新谷野野花、菅原早記、兵頭葵、峯吉愛梨沙、森下舞羽

### 終於等到 油菜花綻放之際
「選秀研究生」（ドラフト研究生）名義
（Center：中村舞）
- 研究生：中村舞、沖侑果、由良朱合、溝口亞以子、信濃宙花

### 想和誰在一起
「土路美啾皓子」（とろみちゅこっこ）名義
（Center：今村美月）
- STU48：今村美月、田中皓子、土路生優里

## 外部鏈結
- 國王唱片官方網站 （日語）
  - 初回限定盤 Type-A （页面存档备份，存于）
  - 初回限定盤 Type-B （页面存档备份，存于）
  - 初回限定盤 Type-C （页面存档备份，存于）
  - 初回限定盤 Type-D （页面存档备份，存于）
  - 通常盤 Type-A （页面存档备份，存于）
  - 通常盤 Type-B （页面存档备份，存于）
  - 通常盤 Type-C （页面存档备份，存于）
  - 通常盤 Type-D （页面存档备份，存于）
  - 劇場盤 （页面存档备份，存于）
- STU48「等待微風」Music Video特設網站 （页面存档备份，存于） （日語）
- 音樂錄影帶
  - YouTube上的 （日語）
  - YouTube上的STU48－等待微風（華納official HD 高畫質官方中字版）（06.03前期間限定完整公開） （繁體中文）